# Kurt Ader
Kurt Ader (* 10. März 1961 in Mannheim) ist ein deutscher Sound Designer, Synthesist, Keyboarder, Komponist, Musikproduzent und Mitglied der elektronischen Musikformation S. A. W.

## Leben
Aufgrund seines Interesses an Synthesizern kaufte Kurt Ader 1977 einen MiniMoog und erlernte dessen Bedienung und Klangerzeugung. Er wurde in der Mannheimer Musikerszene für seine Sounds bekannt und von Tonstudios als Sound Designer und Keyboarder beauftragt. Hinzu kamen Engagements von Herstellern wie Korg und E-mu Systems sowie Produktionen für bekannte Künstler.
Die Tätigkeitsfelder seiner Firmen „KApro Kurt Ader Productions“ und „KARO Sound Development“ umfassen das Erstellen von Sounds zur Herstellung von Musik- und Filmproduktionen, die Herstellung von Klangprogrammen für Synthesizer und Sampler, sowie Entwicklung von virtuellen Instrumenten. 2018 veröffentlicht Kurt Ader sein erstes Soloalbum Priority. Im Jahr 2020 erschien das Album Iconic, eine neue Zusammenarbeit mit Johannes Schmoelling (ehemaliges Mitglied von Tangerine Dream) und Robert Waters unter dem Namen S. A. W.

## Soundproduktionen

### Für Musiker
- Jordan Rudess (Dream Theater, Liquid Tension Experiment)
- Tuomas Holopainen (Nightwish)
- Francis Rimbert (Jean Michel Jarre, Mephisto)
- Johannes Schmoelling (Tangerine Dream, LOOM, S A W)
- Michael Cretu (Enigma, Sandra)
- Frank Peterson (Sarah Brightman, Ofra Haza, Gregorian)
- Victoria Theodore (Beyoncé, Stevie Wonder)
- Don Lewis (Michael Jackson, Quincy Jones)
- Manfred Mann (Manfred Mann’s Earth Band)
- Jez Smith (John Lees’ Barclay James Harvest)
- Jim Gilmour (SAGA)
- Peter Keys (George Clinton, Lynyrd Skynyrd)
- Mike Garson (David Bowie, Nine Inch Nails, The Smashing Pumpkins)
- Robert “Sput” Searight (Snarky Puppy, Ghostnote)
- Michael Kenney (Iron Maiden)
- Connie Andreszka (Crematory)
- Bob Katsionis (Firewind)
- Andy Reiss (Beyond the Barricade)
- Pit Löw (Tina Turner, Falco, Milli Vanilli, Boney M.)
- Alexander Grünwald (Münchener Freiheit)
- Matthias Reim
- Uwe Fahrenkrog-Petersen (Nena)
- Franz Lambert
- Lillo Scrimali (Musical Director von "The Voice of Germany", Die Fantastischen Vier, Max Herre, Joy Denalane)
- Rainer Scheithauer (Herbert Grönemeyer, Kollegah, Purple Schulz)
- Michael Herberger (Söhne Mannheims, Xavier Naidoo)
- Florian Sitzmann (Söhne Mannheims, Edo Zanki, André Heller)
- Mathias Grosch (Sing meinen Song, Grosch’s Eleven, Sarah Connor, Andreas Gabalier, Michael Patrick „Paddy“ Kelly)
- Martin Ernst (RTL AllStars, Joe Cocker, Jennifer Rush, Roland Kaiser, Bonfire)
- Chris Weller (Zucchero, Chaka Khan, Gianna Nannini, Scorpions)
- Ralf Erkel (Tic Tac Toe, Haddaway, Guildo Horn)
- Fabian Sennholz (Tim Bendzko, Cassandra Steen)
- David Rempel (Wolfgang Petry, Luxuslärm)
- Ralf Henrich aka RaHen (Axodry, Moskwa TV, Robotiko Rejekto, Whispering Colours)
- Sevan Gökoglu (Sasha, Xavier Naidoo, Stefanie Heinzmann)
- Lothar Krell (Tokyo, Supermax, Marius Müller-Westernhagen)
- Thomas Kurzhals (Karat, Stern-Combo Meißen)
- Sylvain Bezia (Time Composer)
- Thomas Katzmarzik (ARD, SWR, RTL II, Eisbär, Affe & Co.)
- Daniel Forró (Progres 2, Bronz, Forrotronics)
- Amza Tairov (Theodosij Spassow)

### Für Firmen und Produkte
- KORG – KRONOS, KRONOS 2, Nautilus, OASYS, M3, KROME, KingKORG, Radias, Pa5X, Pa4X, Pa1000, Module & Gadget iOS Apps
- Native Instruments - Modular Icons
- KV331 Audio - SynthMaster One
- SCHMIDT – 8Voice Polyphonic Analog Synthesizer
- John Bowen Synth Design – Solaris
- Behringer – DeepMind 12
- Waldorf Music – Quantum, Iridium, Kyra, M, Pulse 2, Zarenbourg, Blofeld, Microwave
- Moog Music – ONE, MiniMoog Model D App, Animoog App, Model 15 App, Sub Phatty, Little Phatty
- Casio – XW
- E-mu Systems – Emulator III, Emulator IV, EMAX-II, SP-1200, Vintage Keys Plus, E-MU E4 Super Strings CD-Rom
- Oberheim – OB-MX
- Sequential Circuits – Studio 440, Prophet 2000 – 2002+, Prophet VS
- Oxford Synthesizer Company – OSCar
- Roland Corporation – Jupiter 8 European Soundset, MKS-80 European Soundset
- ROLI – Seaboard GRAND & RISE (Equator)
- UJAM – Virtual Pianist VOGUE
- Pro Tools - PlayCell
- Apple – iOS-Apps
- Steinberg - HALion, HALion Sonic (Raven Grand, Eagle Grand, Hot Brass, Studio Strings, Skylab)
- Axel Hartmann – „20“
- WERSI – SONIC (OAX)
- Yamaha Music – Montage, MODX & MODX+, Genos, Tyros 5, PSR-S 975, PSR-970, PSR-S 775, PSR-770
- SYNTEC - Wall of Sounds Vol. 3, Vol. 4, Vol. 6, Vol. 8

### Musik
- The International Project T.I.P. - Single 'Take Me Away' (2021)
- Schmoelling* With Behrens*, Ader*, Ringlage* - 20 (2020)
- S-A-W (Schmoelling, Ader, Waters) Iconic (2020)
- Kurt Ader – Priority (2018)
- Felix Lund & Kurt Ader - Spaceship (2018)
- Axodry – The Time Is Right (1985)
- Axodry – Save Me (1986)
- Axodry – Feel It Right (2010)
- Moskwa TV – Generator 7/8 (1985)
- Moskwa TV – Dynamics & Discipline (1985)
- Robotiko Rejekto – Injection (1990)
- Robotiko Rejekto – The Cyper Space (1990)
- Whispering Colours – Gloomy Memories (1993)
- Indian Fire – Hold Me (1995)
- B-Project – Black Skinned, Blue Eyed Boy (1995)
- Equinox – Modelle De Paris (1992)